# حسن یوسفی افشار
حسن یوسفی‌افشار کشتی‌گیر فرنگی‌کار ایرانی است. وی مدال نقرهٔ بازی‌های آسیایی ۱۹۹۰ پکن و یک مدال طلا و یک نقرهٔ قهرمانی آسیا را در دستهٔ ۶۲ کیلوگرم به دست آورد.
یوسفی افشار در مسابقات کشتی قهرمانی آسیا در وزن ۶۲ کیلوگرم در سال ۱۹۸۹ در اورای ژاپن به مدال نقره دست یافت.
او برای دومین بار در مسابقات کشتی قهرمانی آسیا در وزن ۶۲ کیلوگرم در سال ۱۹۹۰ در پکن چین به مدال نقره دست یافت. یوسفی در مسابقات کشتی فرنگی قهرمانی آسیا ۱۹۹۱ تهران ۱۹۸۹ در دسته ۶۲ کیلوگرم در تهران مدال طلا گرفت.
وی شاگرد محمد پذیرایی بوده است.

## دوران مربیگری
یوسفی افشار در کسوت مربی‌گری سرمربی و مربی رده‌های مختلف سنی تیم‌های ملی، سرمربی رده‌های مختلف سنی استان تهران، مربی سازنده بسیاری از قهرمانان جهان، سرمربی تیم دانشگاه آزاد و گاز کرمانشاه در لیگ برتر، مربی و مدرس کشور ایتالیا، رئیس انستیتو بین‌المللی فدراسیون کشتی، مشاور عالی رئیس فدراسیون کشتی، مبدع چرخه انتخاب کشتی گیران تیم ملی پس از ۷۰ سال، مبدع روش جدید آموزش مربیان و اجرای طرح یکسان‌سازی آموزش مربیان در سراسر کشور، مبدع سبک جدید کشتی فرنگی در سال ۱۳۶۷ که هم‌اکنون نیز همان سبک ادامه دارد، ابداع کننده بسیاری از تکنیک‌ها و تاکتیک‌ها در خاک و نام گذاری اختصاصی روی انواع فنون و دفاع‌ها، ارائه دهنده ارزیابی عملکرد هیئت‌ها بر اساس معیارها و شاخص‌های کاملاً تخصصی در ۸۰ آیتم، کمک به تکمیل طرح توسعه کشتی، ابداع کننده روش جدید آمادگی جسمانی و اجرای آن در تیم ملی بزرگسالان کشتی آزاد در مسابقات جهانی ۲۰۲۱ نروژ و ۲۰۲۲ صربستان

## نگاه کلی
- رئیس انستیتو بین‌المللی فدراسیون کشتی جمهوری اسلامی ایران در سال ۲۰۲۰.
- مربی بین‌المللی در ایتالیا در سال ۲۰۱۸.
- مدرس انستیتو بین‌المللی فدراسیون کشتی جمهوری اسلامی ایران در سال‌های ۲۰۰۰–۲۰۲۰.
- رئیس کمیته استعدادیابی فدراسیون کشتی جمهوری اسلامی ایران در سال ۱۳۹۳.
- سرمربی و مربی تیم‌های ملی کشتی فرنگی نوجوانان، جوانان و بزرگسالان ایران در سال‌های ۱۳۸۱–۱۳۸۱،
- مدیر فنی و سرمربی تیم‌های کودکان، نوجوانان و بزرگسالان استان تهران در سال‌های ۱۳۷۹–۱۳۹۴.
- مربی درجه یک بین‌المللی ۲۰۰۹ ایروان، ارمنستان
- مربی درجه یک جمهوری اسلامی ایران در سال‌های ۲۰۰۰–۲۰۲۰
- مربی برتر انتخابی فدراسیون کشتی جمهوری اسلامی ایران در سال‌های ۱۳۸۴ و ۱۳۸۵.
- سرمربی کشتی فرنگی ایران در جام باشگاه‌های آسیا در اردن با ۶ مدال طلا.
- مربی که بسیاری از قهرمانان جهان و آسیا را تربیت کرده است.